# 許康佐
许康佐（?—?），唐朝官员。
许康佐的父亲是许审。唐德宗贞元年间，许康佐登进士第，又登宏词科。因家贫母亲年老，请求担任俸禄多的知院官，有人讥讽他不择禄，笑而不答。母亲去世，服除，不就节度使的征辟，他只是用俸禄养亲，于是出名。历任侍御史、职方员外郎、驾部郎中，以中书舍人充翰林侍讲学士，赐金紫。历任谏议大夫、中书舍人，都在内庭。他与王起被唐文宗所宠信。文宗读《春秋》至“阍弑吴子余祭”，问：“阍是什么人？”许康佐以宦官强盛，不敢回答，文宗嘻笑而罢。后在蓬莱殿观书，文宗问李训，李训回答：“古阍寺，就是现在的宦官。君王不近刑臣，以作为轻死之道，孔子写下来以为戒。”文宗说：“朕近刑臣太多了，怎能不虑！”李训回答：“先帝列圣知道而不能远，讨厌而不能去，陛下有这种想法，宗庙之福。”于是定谋翦除宦官。许康佐知道文宗的想法，以病辞官，罢为兵部侍郎。转任礼部尚书。七十二岁去世，赠吏部尚书，谥懿。工诗文书法，撰有《九鼎记》四卷。弟许尧佐、许元佐，许尧佐子许道敏，都中进士第。